# Walt Kelly
Walter Crawford Kelly, Jr. bedre kendt som Walt Kelly (født 25. august 1913, død 18. oktober 1973) var en amerikansk tegneserietegner.
Walter Crawford Kelly, Jr. blev født i Philadelphia, Pennsylvania. Fra enden af 30erne indtil 1941 arbejdede han på Walt Disney-film. Derefter lavede han tegnerier for Dell Comics. Hans vigtigste tegneseriefigur, Pogo, fremtrådte i 1943.
Pogo blev til en dagstribe i 1948. Den blev beundret for dens skønne tegninger og Kellys politisk- og samfundssatire – noget helt nyt i amerikanske dagstriber. Kelly døde i 1973 men Pogo blev videreført af hans enke Selby indtil 1975.